# Козицын, Александр Анатольевич
Алекса́ндр Анато́льевич Кози́цын (1 июня 1957, Верхняя Пышма, Свердловская область — 5 января 2009, Тосненский район, Ленинградская область) — российский предприниматель, директор ОАО «Уралэлектромедь» (2003—2009), старший брат предпринимателя Андрея Козицына. Кандидат экономических наук.

## Биография

### Образование
В 1976 году окончил Свердловский горно-металлургический техникум. После этого поступил на завод-втуз при Московском автомобилестроительном заводе, который окончил в 1986 году по специальности «Машины и технология литейного производства».
Кандидат экономических наук.

### Профессиональная карьера
Работал на промышленных предприятиях Верхней Пышмы и Москвы. Начинал карьеру на комбинате «Уралэлектромедь» оператором НИИ атомных реакторов, затем — контролёром ОТК медеплавильного цеха. В дальнейшем работал плавильщиком поли- и монокристаллов химико-металлургического цеха «Гиредмета».
В 1977—1979 годах служил в Советской армии.
После службы в армии до 1991 года работал на Московском автомобильном заводе им. Лихачёва (пройдя путь от формовщика, техника, инженера техучастка, мастера участка главного литейного цеха до председателя профкома, начальника бюро кадров главного литейного цеха и начальника цеха основного производства).
В 1991 году вернулся в Верхнюю Пышму на «Уралэлектромедь», где в течение двух лет работал на должностях ведущего инженера ОВЭС, затем начальника бюро ОВЭС и начальника бюро коммерческого отдела комбината.
- 1993—1995 — заместитель директора АО «Вита», и. о. гендиректора.
- 1995—1996 — директор верхнепышминского филиала АОЗТ «МБГ».
- 1996—1997 — генеральный директор Режского никелевого завода.
- 1997—1998 — генеральный директор «УЭМ-Эккарт».
- 1998—1999 — исполнительный директор ОАО «СУМЗ».
- 6 октября 1999 — 28 июня 2002 — генеральный директор ОАО «СУМЗ».

30 июня 2002 возглавил ОАО «Уралэлектромедь» (до 31 декабря 2002 — гендиректор, с 1 января 2003 года — директор). Сменил на этом посту своего брата Андрея Козицына, который сосредоточился на руководстве «УГМК-холдингом»
Погиб в Ленинградской области 5 января 2009 года. По предварительным данным, микроавтобус Ford, в котором ехал Александр Козицын, выехал на полосу встречного движения и столкнулся с грузовым автомобилем Volvo; это произошло на 617-м километре автодороги «Россия» около 23:00.
Похоронен на Верхнепышминском (Александровском) кладбище. Часть улицы Фрунзе в Верхней Пышме была переименована в улицу Александра Козицына.

## Награды и звания

### Ордена и медали
- Орден Дружбы.
- Орден Почёта (2008).
- Юбилейная медаль «70 лет Вооруженных Сил СССР» (1988).
- Медаль «300 лет Российскому Флоту» (1996).
- Медаль МВД России «200 лет МВД России» (2002).

### Почётные звания
- Звание «Почётный металлург» (2002).
- Почётное звание «Топ-менеджер Российской Федерации 2006» (2007).
- Звание «Почётный гражданин городского округа Верхняя Пышма» (2007).

### Другие награды
- Знак отличия «За заслуги перед Свердловской областью III степени» (2007).
- Почётная грамота губернатора Свердловской области (2000, 2002, 2004).
- Почётная грамота Министерства промышленности и энергетики РФ (2004)
- Орден святого благоверного князя Даниила Московского (2000).
- Орден преподобного Сергия Радонежского (2003).
- Орден святого преподобного Серафима Саровского (2005).
- Орден Миротворца II степени (2006).
- Почётный знак «300 лет Уральской металлургии» (2001).
- Почётный знак «За заслуги в развитии физической культуры и спорта» (2002).
- Лауреат премии «Лидер российского бизнеса» в номинации «Общественный созидатель» (2005).
- Золотой орден «Меценат» (2005).
- Диплом областного благотворительного совета «Благотворитель года — 2007» (2008).